# Recôncavo

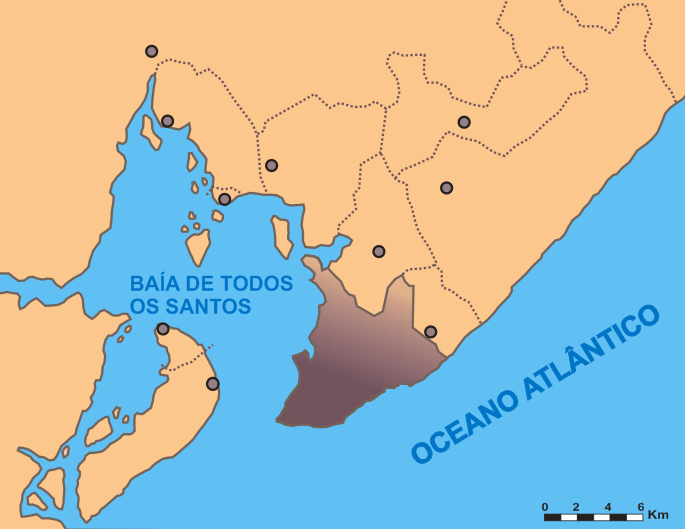
Karte des Recôncavo baiano

Das Recôncavo baiano (recôncavo: dt. Umkreis, Umrandung, Bucht) ist die Region um die Allerheiligenbucht im brasilianischen Bundesstaat Bahia, an der die Hauptstadt von Bahia, Salvador da Bahia liegt.
Bekanntere Orte im Recôncavo sind Muritiba, Conceição do Jacuípe, Terra Nova (Bahia) und Santo Amaro (Bahia).
Bekannte Persönlichkeiten aus diesem Raum sind die Musiker-Geschwister Caetano Veloso und Maria Bethânia, der Jurist Augusto Teixeira de Freitas und dessen Urenkel, der Statistiker Mário Augusto Teixeira de Freitas.
Die Region ist noch weitgehend von tropischem Küstenregenwald (Mata Atlântica) bedeckt.

## Samba de Roda
Der samba de roda ist ein Kreistanz (port. roda, dt. Rund, Kreis) in einer Kombination aus Tanz, Musik und Poesie, den afrikanische Sklaven aus ihrer Heimat nach Recôncavo mitbrachten. Er wurde später nach Rio de Janeiro und in andere Städte gebracht und gilt als Ursprung des heutigen brasilianischen Samba.
Mit Hilfe des Samba de roda gaben die Menschen afrikanischer Herkunft ihrer Geschichte und Kultur und ihren leidvollen Erfahrungen Ausdruck. Zwei Tänzer tanzen ihn im Kreis der anderen, durch Zurufe angefeuert und am Ende durch andere aus dem Kreis abgelöst. Zur rhythmischen Unterstützung werden neben Trommeln und anderen typisch brasilianischen Instrumenten auch Händeklatschen oder das Schlagen von Besteck, Gläsern und Tellern herangezogen.
2008 wurde Samba de Roda von Recôncavo baiano von der UNESCO in die Repräsentative Liste des immateriellen Kulturerbes der Menschheit aufgenommen.